# Moxostoma rupiscartes
Moxostoma rupiscartes är en fiskart som beskrevs av Jordan och Jenkins, 1889. Moxostoma rupiscartes ingår i släktet Moxostoma och familjen Catostomidae. Inga underarter finns listade i Catalogue of Life.